# Sultan Cheikhmus
El sultán Cheikhmouss (en kurdo : Siltan Şêxmûs ) o su nombre completo Mûsâ bin Mahîn El-Mardini ez-Zûlî , nacido en 1077 en Mardin y fallecido en 1164 en Mardin, fue un erudito islámico y discípulo de Abdul Qadir Gilani .
Su tumba se encuentra en el pueblo de Yüce, situado en la carretera que une Mardin con Diyarbakır.